# Memmingeni repülőtér
A Memmingeni repülőtér (IATA: FMM, ICAO: EDJA) egy nemzetközi repülőtér Németországban, Memmingen közelében. Éves utasforgalma 3 200 000 fő (2024).

## Futópályák
A repülőtér futópályái:
- 06/24 (2630 m, 30 m, aszfalt, beton)

## Forgalom
Az utasforgalom az elmúlt években az alábbi módon változott:
| Utasok száma | 868 931 | 993 915 | 1 176 456 | 1 492 553 | 1 722 764 | 690 780 | 980 346 | 1 991 654 | 2 824 711 | 3 200 000 |
|              | 2015    | 2016    | 2017      | 2018      | 2019      | 2020    | 2021    | 2022      | 2023      | 2024      |

## Légitársaságok és úticélok
Utoljára frissítve: 2024-11-2
2024-ben a Memmingeni repülőtérről az alábbi járatok indulnak:
| Légitársaság      | Célállomások |
| ----------------- | --- |
| Aegean Airlines   | Szezonális charter: Heraklion, Rhodes |
| Avanti Air        | Szezonális charter: Calvi |
| Corendon Airlines | Hurghada Szezonális: Antalya |
| Eurowings         | Szezonális: Palma de Mallorca |
| Freebird Airlines | Szezonális charter: Hurghada |
| GP Aviation       | Charter: Pristina |
| Ryanair           | Alicante, Banja Luka, Dublin, Faro, Fuerteventura, Krakkó, London–Stansted, Málaga, Malta, Manchester, Palermo, Palma de Mallorca, Paphos, Porto, Riga, Róma–Fiumicino, Sarajevo, Szófia, Tangier, Tel Aviv, Thessaloniki, Tenerife–South, Valencia, Zágráb Szezonális: Alghero, Brindisi, Chania, Corfu, Dubrovnik, Girona, Gran Canaria, Lamezia Terme, Lanzarote, Naples, Pescara, Pisa, Pula, Rhodes, Santiago de Compostela, Zadar |
| Trade Air         | Charter: Pristina |
| Wizz Air          | Belgrád, Bukarest–Otopeni, Budapest (kezdődik 2024 december 17-től), Catania, Chișinău (kezdődik 2024 december 16-tól), Cluj-Napoca, Iași, Kutaisi, Niš, Ohrid, Podgorica, Pristina, Róma–Fiumicino, Sibiu, Skopje, Szófia, Suceava, Timișoara, Tirana, Tuzla, Varna |